# 9 millimeter
9 millimeter är en svensk kriminal- och dramafilm från 1997 i regi av Peter Lindmark. Filmen som är inspelad i Rinkeby, hade biopremiär den 24 januari 1997 och var då tillåten från 15 år. Filmen gavs ut på video i oktober 1997 och har även visats på TV3 och TV4.

## Handling
Filmen handlar om tre kompisar från Rinkeby. Den inleds med att de tre vännerna håller på att göra ett inbrott. Inbrottet misslyckas, det finns inga pengar i skåpet de har sprängt. Strax innan de spränger kassaskåpet kommer polisen till platsen. Killen som ska hålla utkik åker fast men Malik och Jocke klarar sig. Sedan beger sig dessa två till en klubb, Copa, som ägs av en maffiaboss vid namn Ruiz. Ruiz har haft ögonen på Malik som han anser vara en bra kille. Ruiz frågar om Malik och hans vänner är villiga att börja jobba åt honom. Malik tackar ja och går sedan ner till en av klubbens toaletter. Där har Jocke gett sig på Cladio, då det var han som hade tipsat om kassaskåpet. Cladio trodde att skåpet var fullt. Malik kommer in och anklagar Cladio att det var dennes fel att Mameth åkte fast.
Malik och Jocke spelar basket när plötsligt Mameth dyker upp. Han har blivit släppt på grund av bristande bevis. De tre utför ett rån på uppdrag av Ruiz. Allt går bra och Ruiz fortsätter att ge Malik jobb. Under tiden har Malik blivit intresserad av en tjej som heter Carmen. Carmen upptäcker en dag ett kuvert med stulna kontokort. Hon blir arg och säger att hon inte vill vara tillsammans med en tjuv. Malik säger att han ska sluta med sin brottsliga bana. Han försöker få ett jobb men det visar sig vara svårt, han har sökt på 80 annonser och fått tre intervjuer, men inte ett enda jobb. Han vänder sig till Ruiz och frågar om han kan ge honom ett hederligt arbete. Malik får ett jobb på bilfirman men det är bara ett spel för galleriet, han fortsätter med kriminaliteten.
En dag ska de råna en bank. Ruiz har sagt att de ska vara fyra personer vid stöten, så Malik tar in Carmens bror Rico. De två andra kumpanerna går med på detta så Rico är med på rånet. De utför rånet men en av de anställda på banken kommer åt en larmknapp. Polisen kommer förvånansvärt snabbt till platsen, och när kumpanerna är klara med rånet upptäcker de att polisen redan har plockat Mameth. De försöker fly platsen men bara Rico lyckas komma undan. Malik döms till 3,5 års fängelse. Under tiden upptäcker Carmen att hon är med barn. Hon åker till fängelset och berättar för Malik att hon är med barn. Och hotar honom att om han inte slutar med brott så kommer han aldrig att få se varken henne eller deras barn.
Malik kommer ut ur fängelset och ska hälsa på Ruiz. Ruiz har ett väldigt viktigt jobb åt honom. Det är en stor stöt, de ska hämta en väska på Arlanda som innehåller 40 miljoner kronor. Malik vill inte, han har ju lovat Carmen att sluta. Men Ruiz lyckas övertala honom. De tre beger sig till Arlanda, Malik hittar väskan men beslutar sig för att inte ta pengarna, han säger till sina kumpaner att det inte finns några pengar, och de åker tillbaka.
Malik träffar Ruiz, säger honom att väskan var tom och att det inte fanns några pengar. Nu är de kvitt. Malik och Carmen är på klubben då Rico får syn på sin före detta flickväns kille. Han attackerar honom, men Malik kommer emellan och säger åt honom att dra. Men just när han tror han är på väg att sticka så tar Rico upp en pistol och börjar skjuta. Ett skott råkar träffa Carmen i magen. Carmen dör och Malik letar upp Rico. Han vill döda honom men beslutar sig för att slå ner honom istället. Filmen slutar med att Malik hämtar upp sitt barn från skolan.

## Rollista (urval)
- Paolo Roberto - Malik
- Rebecca Facey - Carmen
- Steve Aalam - Rico
- Camilo Alanis - Claudio
- Sara Alström
- Annika Aschberg - Malou
- Kashra Ashhami - Darius
- Fredrik Borefalk
- Kerim Chatty - Darius kompis
- Semir Chatty - Anders
- Serdar Erdas - Mameth
- Isabella Hautala - Anna
- Isabell Himeus - Läkare
- Katharina Hultberg
- Hayes Jemide - Feelgood
- Hannu Lintula - Läkare
- Ivan M.Petersson - Jocke
- Peter Stenlund
- Ylva Swedenborg - Domare
- Christina Tribukait - Bankman
- Zoltan Zarossy - Darius kompis
- Zara Zetterqvist - Caroline
- Reuben Sallmander - Ruiz
- Astrid Assefa - Rosa
- Helena af Sandeberg - Karin
- Anna Järphammar - Mounia
- Mikael Persbrandt - Konstantin